# Architekturmuseum Schwaben

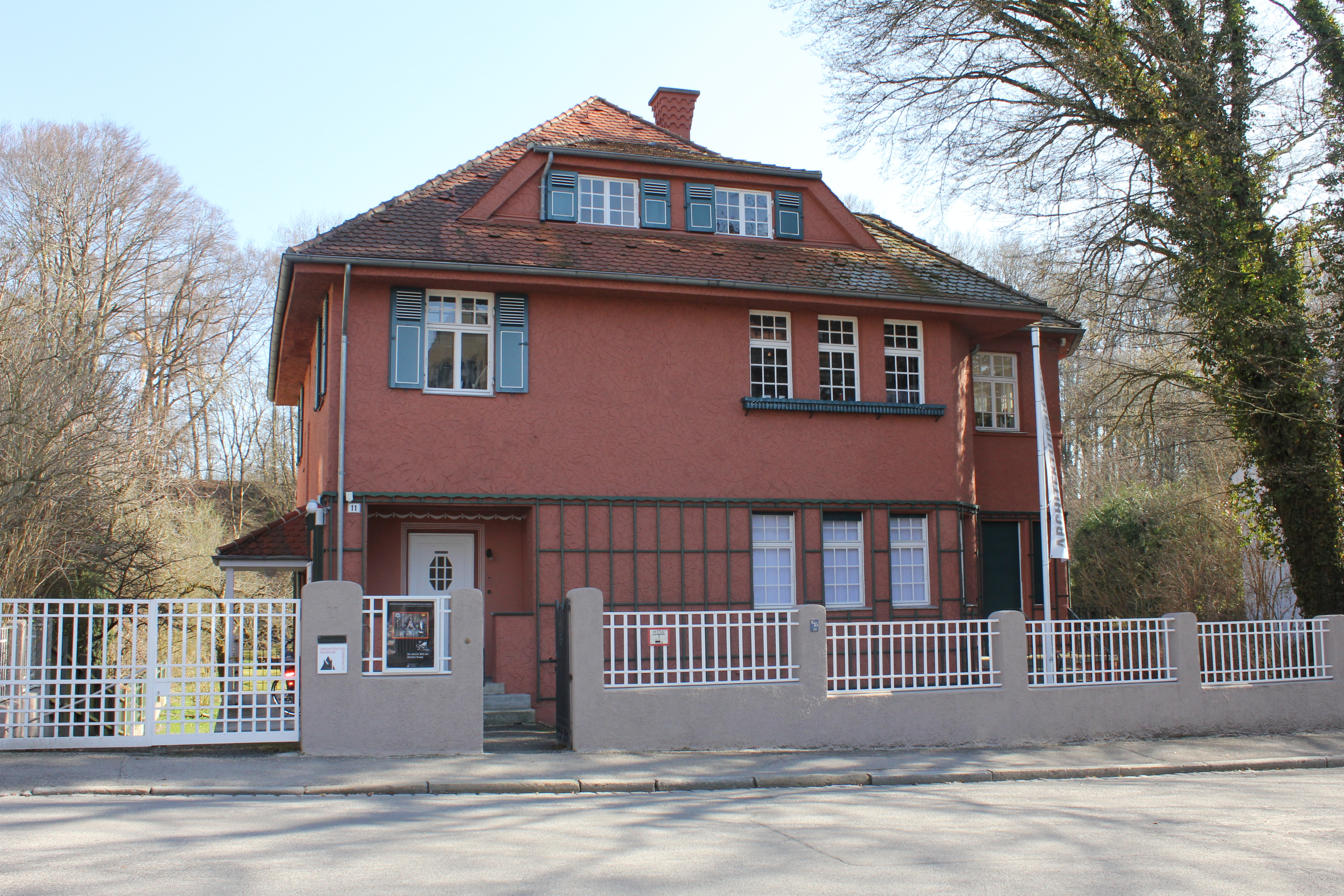
Architekturmuseum Schwaben in der alten Buchegger-Villa (2012)

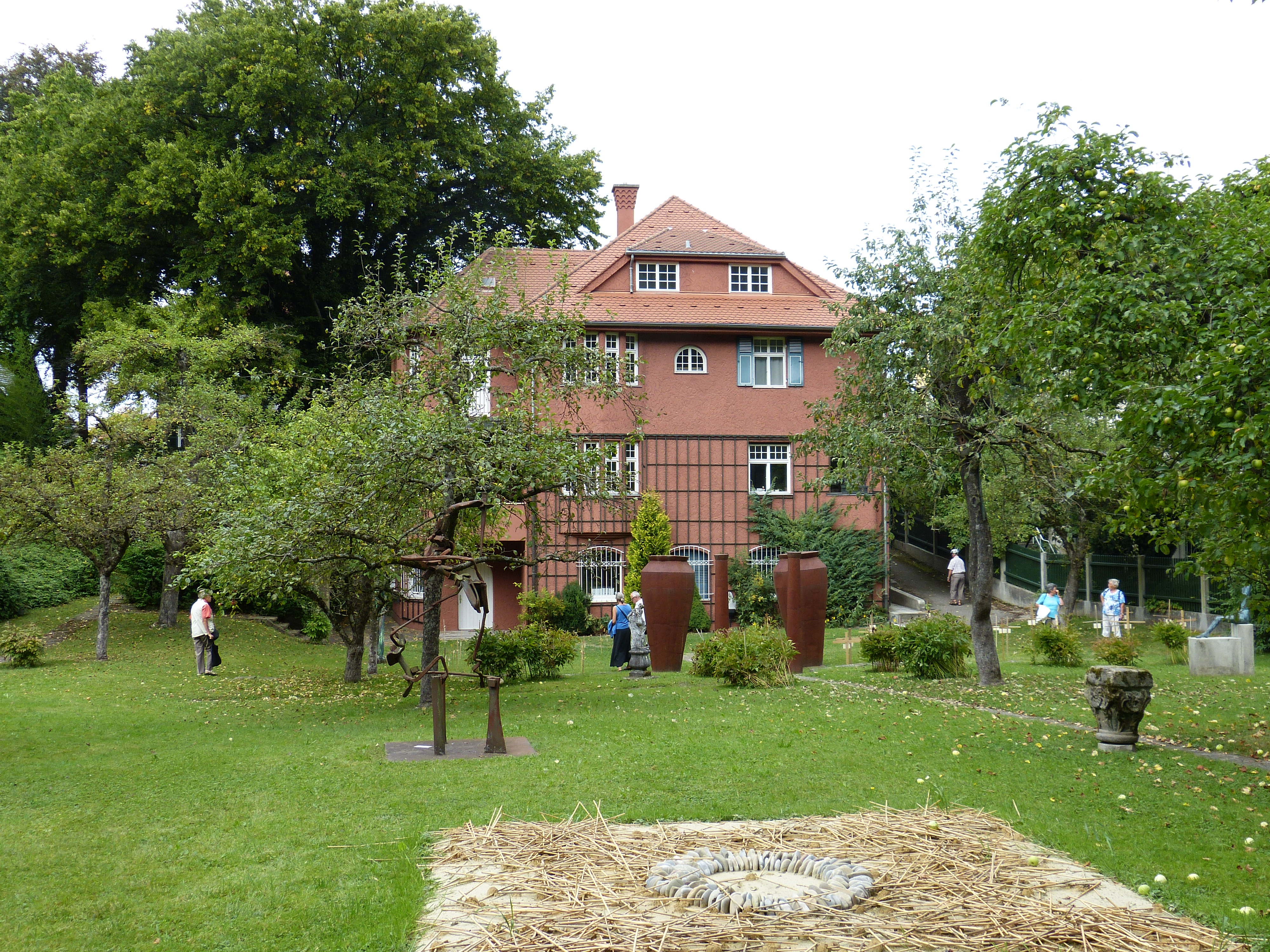
Rückwärtige Seite und Garten (2013)

Das Architekturmuseum Schwaben in Augsburg dient der Erforschung, Dokumentation und Vermittlung der Architekturgeschichte Schwabens, ist aber auch ein Ausstellungs- und Veranstaltungsort für alle Bereiche der Architektur.  Es befindet sich in der denkmalgeschützten Villa der Architektenfamilie Buchegger im Augsburger Stadtteil Thelottviertel. Das von Sebastian Buchegger entworfene und 1907–1929 entstandene Thelottviertel wird als erste Gartenstadt Deutschlands bezeichnet.
Das Museum war von 1995 bis 2019 eine Zweigstelle des Architekturmuseums der Technischen Universität München. Finanziert wurde die Einrichtung bis 2019 durch die Arno-Buchegger-Stiftung.
Seit Dezember 2019 ist das Museum für die Öffentlichkeit geschlossen.

## Aufgaben des Museums
Die zentrale Aufgabe des Architekturmuseums Schwaben ist die Erforschung und Dokumentation der Architekturentwicklung seit 1800 in der schwäbischen Region und deren Vermittlung an eine interessierte Öffentlichkeit. Die Ergebnisse der wissenschaftlichen Forschungsarbeiten werden in einer hauseigenen Schriftenreihe publiziert und in Ausstellungen präsentiert.
Der zweite Schwerpunkt der Museumsarbeit besteht in der Durchführung von Wechselausstellungen, die vielfältige Themenstellungen und Entwicklungstendenzen der Architektur einem breiten Publikum nahebringen sollen. Darüber hinaus werden Führungen, Vorträge, Architekturgespräche und andere Veranstaltungen angeboten. Das Architekturmuseum Schwaben ist für alle Freunde der Baukunst ein offenes und unabhängiges Forum, das eine objektive Auseinandersetzung mit historischen und aktuellen Themenstellungen der Architektur fördern will.

## Geschichte
In 17 Jahren gestaltete der Gründungsdirektor Winfried Nerdinger über 80 Ausstellungen, publizierte in Katalogen, gab eine Schriftenreihe in 10 Bänden heraus und legte ein Archiv mit Nachlässen bedeutender schwäbischer Architekten an.
Gleich die erste Ausstellung stellte den seinerzeit Aufsehen erregenden Entwurf von Peter Zumthor für das Berliner Projekt „Topographie des Terrors“ in den Mittelpunkt – auch um damit eine Diskussion über die Errichtung eines Dokumentationszentrums zur Geschichte des Nationalsozialismus in Bayern anzuregen.

## Schließung und Neukonzeptionierung
Nach bereits länger bestehenden Differenzen zwischen dem Träger (dem Architekturmuseum der TU München) und dem Förderer (der Arno-Buchegger-Stiftung) kündigte die TU München den Vertrag mit der Stiftung in der Absicht, einen Neustart mit einem neuen Konzept für das Museum anzuregen. Darauf wurde im Juli 2019 bekanntgegeben, dass das Museum zum Ende des Jahres geschlossen werde.
Die Schließung wird als vorübergehend bezeichnet. Ein neues Museumskonzept wird unter dem Namen „ZfA Augsburg - Zentrum für Architektur Augsburg“ geplant.